# هنری انطاکیه
هنری انطاکیه که با عنوان هنری پواتیه نیز شناخته می‌شود، فرزند بوهموند چهارم انطاکیه، شاهزاده انطاکیه، همسر نخستش پلیسانس بود. در سال ۱۲۳۳ هنری با ایزابلا قبرسی، دختر هیو یکم قبرس و آلیس شامپانی، ازدواج کرد. در سال ۱۲۶۳ وی به‌عنوان نایب‌السلطنه پادشاهی اورشلیم انتخاب شد. و سرانجام در ژوئن ۱۲۷۶ در نزدیکی صور به مقصد طرابلس با کشتی آلمانی‌ها در دریا غرق شد. با این حال جنازه وی پیدا شد و در نیکوزیا دفن شد.